# Wahlbezirk Böhmen 71
Der Wahlbezirk Böhmen 71 war ein Wahlkreis für die Wahlen zum Abgeordnetenhaus im österreichischen Kronland Böhmen. Der Wahlbezirk wurde 1907 mit der Einführung der Reichsratswahlordnung geschaffen und bestand bis zum Zusammenbruch der Habsburgermonarchie.

## Geschichte
Nachdem der Reichsrat im Herbst 1906 das allgemeine, gleiche, geheime und direkte Männerwahlrecht beschlossen hatte, wurde mit 26. Jänner 1907 die große Wahlrechtsreform durch Sanktionierung von Kaiser Franz Joseph I. gültig. Mit der neuen Reichsratswahlordnung schuf man insgesamt 516 Wahlbezirke, wobei mit Ausnahme Galiziens in jedem Wahlbezirk ein Abgeordneter im Zuge der Reichsratswahl gewählt wurde. Der Abgeordnete musste sich dabei im ersten Wahlgang oder in einer Stichwahl mit absoluter Mehrheit durchsetzen. Der Wahlkreis Böhmen 71 umfasste die Gerichtsbezirke Strakonitz und Wolin sowie die Gemeinden Altprachatitz, Auřitz, Bělč, Budkau, Chumen, Dwur, Husinetz, Jelemka, Lažitz, Lhota Chocholata, Lipowitz, Mičowitz, Nebahau, Pietschnau, Schwihau, Teschowitz, Unterkozli, Wällischbirken, Wosek, Zabrdy, Zarowna (alle Gerichtsbezirk Prachatitz) sowie die Gemeinden Bohumilitz, Boschitz, Busk, Ckyn, Dolan, Huschitz, Kleinzdikau, Sct. Mara, Radschau, Wischkowitz, und Wonschowitz (alle Gerichtsbezirk Winterberg). Vom Wahlbezirk waren jedoch die Städte Strakonitz und Wolin (beide Wahlbezirk 30) ausgenommen.
Aus der Reichsratswahl 1907 ging Josef Bukvaj als Sieger hervor. Bei der Reichsratswahl 1911 konnte er sein Mandat erfolgreich verteidigen.

## Wahlergebnisse

### Reichsratswahl 1907
Die Reichsratswahl 1907 wurde am 14. Mai 1907 (erster Wahlgang) sowie am 23. Mai 1907 (Stichwahl) durchgeführt.

#### Erster Wahlgang
| Kandidat                                                                       | Partei                                               | Wahlkreis- stimmen | Stimmen- anteil |
| ------------------------------------------------------------------------------ | ---------------------------------------------------- | ------------------ | --------------- |
| Josef Bukvaj                                                                   | Tschechische Agrarpartei                             | 3752               | 41,2 %          |
| Josef Sobotka                                                                  | Tschechische Sozialdemokratische Partei              | 2588               | 28,4 %          |
| Václav Hons                                                                    | Partei des katholischen Volkes (Klerikaler Agrarier) | 1815               | 19,9 %          |
| František Titěra                                                               | Tschechisch radikal-fortschrittliche Partei          | 693                | 7,6 %           |
| Tomáš Třeštík                                                                  | Tschechische Agrarpartei                             | 220                | 2,4 %           |
|                                                                                | Sonstige Parteien                                    | 47                 | 0,5 %           |
| Wahlberechtigte: 12.738, Ungültige/Leere Stimmen: 101, Wahlbeteiligung: 72,4 % |                                                      |                    |                 |

#### Stichwahl
| Kandidat                                                                       | Partei                                  | Wahlkreis- stimmen | Stimmen- anteil |
| ------------------------------------------------------------------------------ | --------------------------------------- | ------------------ | --------------- |
| Josef Bukvaj                                                                   | Tschechische Agrarpartei                | 5111               | 65,3 %          |
| Josef Sobotka                                                                  | Tschechische Sozialdemokratische Partei | 2711               | 34,7 %          |
| Wahlberechtigte: 12.738, Ungültige/Leere Stimmen: 107, Wahlbeteiligung: 62,2 % |                                         |                    |                 |

### Reichsratswahl 1911
Die Reichsratswahl 1911 wurde am 13. Juni 1911 durchgeführt. Die Stichwahl entfiel auf Grund des absoluten Mehrheit für Josef Bukvaj im ersten Wahlgang.
| Kandidat                                                                      | Partei                                  | Wahlkreis- stimmen | Stimmen- anteil |
| ----------------------------------------------------------------------------- | --------------------------------------- | ------------------ | --------------- |
| Josef Bukvaj                                                                  | Tschechische Agrarpartei                | 4120               | 52,5 %          |
| Alois Roudnicky                                                               | Christlichsoziale Partei                | 1985               | 25,3 %          |
| Josef Kara                                                                    | Tschechische Sozialdemokratische Partei | 1538               | 19,6 %          |
| Stephan Švec                                                                  | selbständiger Kandidat                  | 197                | 2,5 %           |
|                                                                               | Sonstige Parteien                       | 22                 | 0,3 %           |
| Wahlberechtigte: 13.019, Ungültige/Leere Stimmen: 83, Wahlbeteiligung: 60,9 % |                                         |                    |                 |